# Municipio de Hadzhídimovo
El municipio de Hadzhídimovo (búlgaro: Община Хаджидимово) es un municipio búlgaro perteneciente a la provincia de Blagóevgrad.
Se ubica en el sureste de la provincia y su término municipal es fronterizo con la República Helénica. Por el municipio pasa la carretera 19, que une Simitlí con Drama.

## Demografía
En 2011 tiene 10 091 habitantes, de los cuales el 67,02% son étnicamente búlgaros, el 6,09% turcos y el 2,61% gitanos. La cuarta parte de la población del municipio vive en la capital municipal Hadzhídimovo.

## Localidades
Comprende las siguientes localidades:
| - Hadzhídimovo (Хаджидимово) - Áblanitsa (Абланица) - Beslen (Беслен) - Blatska (Блатска) - Gaytanínovo (Гайтаниново) - Ilinden (Илинден) - Koprivlen (Копривлен) - Laki (Лъки) | - Nova Lovcha (Нова Ловча) - Novo Leski (Ново Лески) - Paril (Парил) - Petrélik (Петрелик) - Sadovo (Садово) - Teplen (Теплен) - Téshovo (Тешово) |